# Ured Ujedinjenih naroda u Ženevi
Ured Ujedinjenih naroda u Ženevi sjedište je UN-a za Europu. Nalazi se u zgradi Palače naroda izgrađene za potrebe Lige naroda između 1929. i 1938. u Ženevi, Švicarska.
Uz administraciju Ujedinjenih naroda u zgradi su također smješteni službenici više agencija kao što su Međunarodna radnička organizacija, Svjetska zdravstvena organizacija i Međunarodni računalni centar.
Sustav Ujedinjenih naroda ima i druge službenike i urede izvan Palače naroda, koje je osigurao Švicarsko federalno vijeće (vlada).

## Vanjske poveznice
- Ured Ujedinjenih naroda u Ženevi